# Calcutta
Calcutta, ufficialmente Kolkata (AFI: /kalˈkutta/; in bengali কলকাতা, Kôlkata; in hindi e in nepalese कोलकता, pronuncia in hindi: , Kolkatā; in inglese Calcutta e, ufficialmente, Kolkata), è una città dell'India, capitale dello Stato federato del Bengala Occidentale. Sorge sulla sponda est del fiume Hughli ed è il principale centro commerciale, culturale e formativo dell'India orientale. Il porto è il più antico dell'intero Stato e l'unico costruito su un fiume. In base al numero di abitanti, la città rientra nella classe I (più di 100 000 abitanti) ed è la terza in India dopo Mumbai e Delhi.

## Etimologia
Calcutta è da sempre un importante centro di venerazione della dea induistica pre-vedica Kālī (la madre "Nera"), da cui prende il nome: Kalikatta (e le sue variazioni nelle lingue locali, nonché l'occidentalizzato "Calcutta") è letteralmente il "Luogo della Nera"; l'etimo è condiviso dal nome della zona di Kalighat, nella stessa Calcutta, dove si trova il più importante tempio dedicato a Kali nella città, nonché dal nome di un altro importante centro di culto della dea, Calicut, sito sulla costa occidentale della penisola indiana, in Kerala.
Il nome della città, anglicizzato in "Calcutta" quando l'India entrò a far parte dell'Impero britannico, è stato re-indianizzato in Kolkata (in bengalese: কলকাতা), foneticamente più vicino alla pronuncia bengalese, nel gennaio 2001.

## Geografia fisica

### Territorio
La città è situata a 22° 34' 11 N e 88° 22' 11 E e ha un'altitudine di 1.5-9 m s.l.m.. Calcutta è situata sulla sponda est del fiume Hughli (un ramo del Gange) a circa 60 km dal confine con il Bangladesh. Originariamente l'area su cui sorge la città era una zona di acquitrini, che fu bonificata nel corso degli anni per accogliere la popolazione. Le rimanenti aree non urbanizzate, chiamate "East Kolkata Wetlands" sono state dichiarate territori di importanza internazionale dalla Convenzione di Ramsar. Il suolo è di origine soprattutto alluvionale.

### Clima
Calcutta ha tre principali stagioni: estiva, monsonica ed invernale. L'estate dura tre mesi e va da marzo a maggio, con temperature attorno ai 30 °C ma che sfiorano anche i 38 °C a maggio, il mese più caldo. La stagione monsonica inizia circa a giugno e dura fino a settembre, portando annualmente 1 582 mm di pioggia. L'inverno inizia a novembre e dura fino a febbraio, con un clima molto gradevole e temperature comprese fra i 9 °C di dicembre e gennaio e i 18 °C di febbraio. La città ha 2 528 ore di luce all'anno, con una massima esposizione solare a marzo.
| Calcutta            | Mesi | Mesi | Mesi | Mesi | Mesi | Mesi | Mesi | Mesi | Mesi | Mesi | Mesi | Mesi | Stagioni | Stagioni | Stagioni | Stagioni | Anno  |
| Calcutta            | Gen  | Feb  | Mar  | Apr  | Mag  | Giu  | Lug  | Ago  | Set  | Ott  | Nov  | Dic  | Inv      | Pri      | Est      | Aut      | Anno  |
| ------------------- | ---- | ---- | ---- | ---- | ---- | ---- | ---- | ---- | ---- | ---- | ---- | ---- | -------- | -------- | -------- | -------- | ----- |
| T. max. media (°C)  | 26,5 | 28,9 | 33,7 | 35,9 | 35,4 | 33,4 | 31,6 | 31,7 | 32,1 | 31,5 | 28,9 | 26,2 | 27,2     | 35,0     | 32,2     | 30,8     | 31,3  |
| T. min. media (°C)  | 12,6 | 15,1 | 20,4 | 24,0 | 25,4 | 26,1 | 25,9 | 25,6 | 25,7 | 23,4 | 17,7 | 12,9 | 13,5     | 23,3     | 25,9     | 22,3     | 21,2  |
| Precipitazioni (mm) | 14   | 22   | 28   | 51   | 126  | 301  | 375  | 339  | 305  | 141  | 26   | 7    | 43       | 205      | 1 015    | 472      | 1 735 |

## Storia
Studi archeologici condotti nella cittadina di Chandraketugarh, situata 35 km a nord di Kolkata testimoniano che l'area su cui sorge la città è abitata da più di duemila anni. Alla fine del XVII secolo, i tre villaggi da cui deriva la città odierna erano governati dal Nawab del Bengala, sotto il controllo della dinastia Moghul. Questi istituì nel 1690 degli scambi commerciali con la Compagnia delle Indie Orientali, la quale creò nella zona una grande base mercantile fortificata. Nel 1712 venne completata la costruzione di Fort William sulla riva est del fiume Hughli. Le fortificazioni vennero poi migliorate negli anni successivi a causa di attacchi da parte della flotta francese. Il Nawab Siraj ud-Daulah occupò Calcutta nel 1756 e la Compagnia delle Indie Orientali se ne riappropriò poi l'anno seguente, assumendone la piena sovranità fino al 1772. In quell'anno Calcutta divenne la capitale della Compagnia delle Indie Orientali. All'inizio del XIX secolo le aree stagnanti attorno alla città vennero drenate e l'area governativa fu trasferita lungo le rive del fiume Hughli. Richard Wellesley, Governatore generale dell'India dal 1797 al 1805, fu responsabile dello sviluppo della città, anche dal punto di vista architettonico. 
In quegli anni Calcutta venne chiamata la San Pietroburgo dell'Est per i meravigliosi palazzi neoclassici che sorsero. A partire dal 1850 la città registrò una rapida crescita industriale, soprattutto nel settore dell'industria tessile e della juta. Questo incoraggiò la Compagnia delle Indie ad investire in modo massiccio nelle infrastrutture, con la creazione di collegamenti telegrafici e la costruzione della stazione ferroviaria di Howrah. Nel XIX secolo, con il Rinascimento del Bengala, lo stato diede un fondamentale contributo al progresso socio-culturale della società indiana, portando ad importanti cambiamenti. "Quello che il Bengala pensa oggi, l'India lo pensa domani e il resto del mondo il giorno dopo", disse Gopal Krishna Gokhale, storico leader del Movimento per l'indipendenza dell'India. Nel 1883 Calcutta ospitò la prima conferenza nazionale del Paese e gradualmente divenne il centro di organizzazioni rivoluzionarie collegate al movimento di indipendenza indiano. Assieme alle rivolte, vennero anche boicottate le merci britanniche. Tra il 1905 e il 1911, fallì un tentativo di dividere la provincia del Bengala in due zone. I tentativi armati per rovesciare il Raj Britannico giunsero al culmine quando Subhash Chandra Bose guidò l'Esercito indiano contro i britannici.
Calcutta rimase capitale dell'India fino al 1911, quando fu poi trasferita a New Delhi per via delle rivolte nazionaliste e per la posizione geografica, ritenuta troppo decentrata rispetto al resto del Paese. La città ed il suo porto furono bombardate parecchie volte ad opera delle truppe giapponesi tra il 1942 ed il 1944, nel corso della Seconda Guerra mondiale. Malgrado il tentativo disperato di formare un Bengala Unito, quando l'India guadagnò l'indipendenza nel 1947, il Bengala fu diviso: la parte occidentale andò all'India (e fu chiamata Bengala Occidentale con capitale Calcutta) mentre quella orientale si unì al Pakistan come una provincia, sotto il nome di Bengala Orientale, poi rinominato Pakistan Orientale, dando vita successivamente al Bangladesh nel 1972.

## Monumenti e luoghi d'interesse
Victoria Memorial

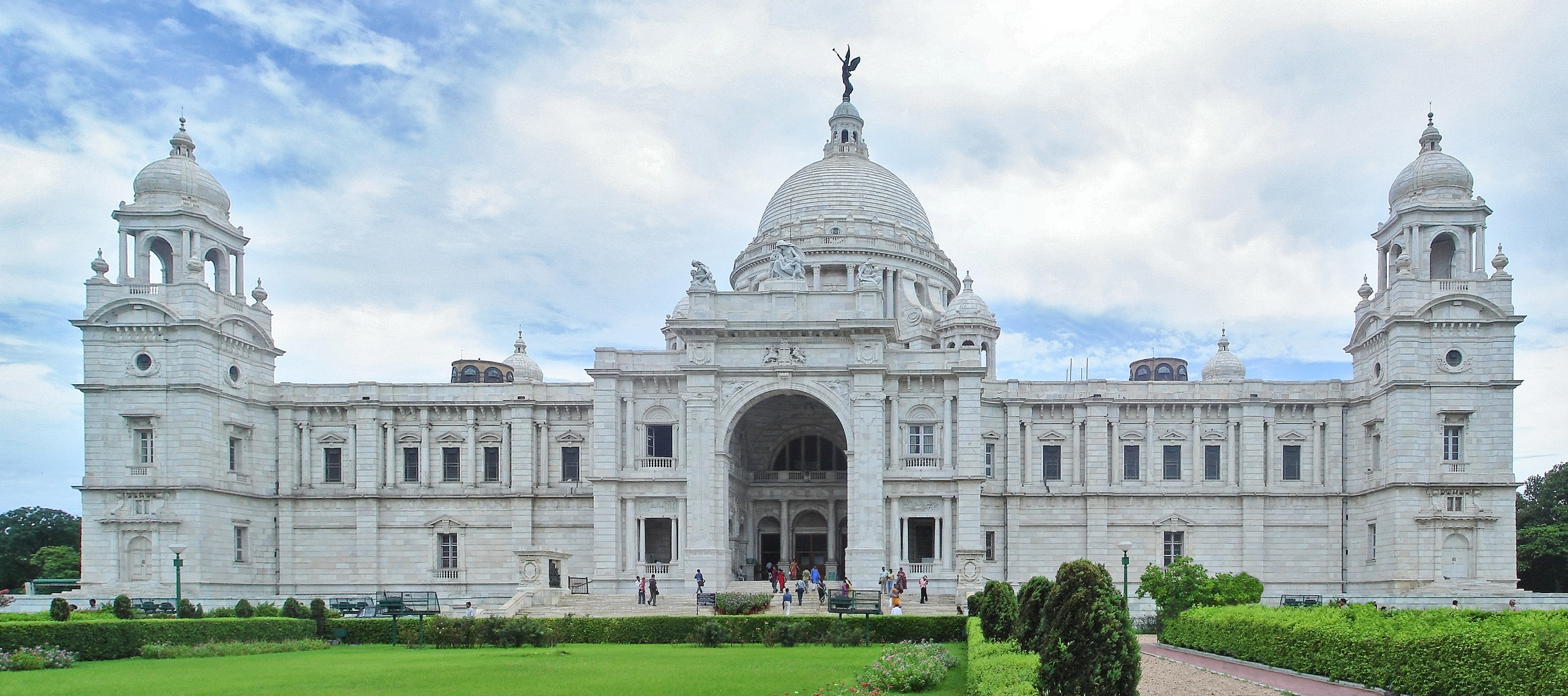
Il Victoria Memorial

Il Victoria Memorial, ufficialmente Victoria Memorial Hall, è un edificio costruito in memoria di Vittoria (1819-1901) Regina del Regno Unito e Imperatrice dell'India a Calcutta, che al tempo era la capitale dell'India britannica. La sua costruzione fu iniziata il 4 gennaio 1906 in presenza dell'allora principe del Galles destinato poi a salire sul trono con il nome di Giorgio V e l'edificio fu poi inaugurato il 28 dicembre 1921. Commissionario del monumento fu Lord Curzon, viceré dell'India dal 1899 al 1905 e ministro degli Esteri dal 1919 al 1924. L'edificio in marmo bianco di Makrana fu progettato dall'architetto William Emersone ed è lungo 103 metri per 69 metri ed alto 56 metri. I giardini furono progettati da Lord Redesdale e David Prain. L'assistente di Emerson, Vincent J. Esch progettò il ponte a nord e i portali. Oggi è un museo con collezioni di dipinti e di armi che ripercorrono l'epopea britannica in India.
Maidan
Situato nel cuore della città, è un caratteristico ed immenso parco in stile inglese, all'interno del quale si trovano il Queen Victoria Museum, interamente in stile neoclassico, Raj Bhavan, attuale residenza del governatore, Fort William e gli Eden Gardens.
Writers' building
(Mahakaran), B.B.D,Bagh, ex piazza Dalhousie. Un massiccio edificio in mattoni rossi la cui costruzione fu avviata nel 1690 per accogliere il personale con mansioni amministrative della Compagnia delle Indie Orientali. L'edificio originario fu distrutto da una tempesta nel 1695. La sua ricostruzione fu completata nel 1780 su disegno dell'architetto Thomas Lyon. Un secolo più tardi la facciata fu rimodellata secondo i canoni dello stile neo-rinascimentale tipico di fine '800. Oggi il palazzo è sede del gabinetto del 1° ministro del Bengala Occidentale.
Shaheed Minar
Una colonna in marmo bianco, alta 49,50 metri. Fu eretta nel 1828 a commemorazione della vittoria riportata dal maggiore britannico David Ochterlony nella guerra anglo-nepalese, nota anche come guerra dei Gurkhas (1814-1816). Nel 1969 il nome fu mutato in "Shaheed Minar" (letteralmente: la torre dei martiri) in onore di quei patrioti che non esitarono a sacrificare la propria vita per l'indipendenza dell'India. La colonna ricorda nelle forme il famoso Qutub Minar di Delhi ed è situata nella sezione del parco Maidan prospiciente il quartiere di Esplanade. Al suo interno una scala a chiocciola di 198 gradini permette di raggiungere la terrazza panoramica. Da qui un'ulteriore scala di 25 gradini sale alla balconata superiore. Al suo esterno si tiene un mercatino domenicale ove artigiani e contadini delle campagne circostanti espongono i loro prodotti
Raj Bhavan
Antica residenza dei governatori generali e quindi dei viceré dell'India fino al 1912, Raj Bhavan è oggi sede del governatorato del Bengala occidentale. Si tratta di un immenso palazzo costruito su tre piani, eretto tra il 1799 e il 1803 in stile neoclassico.
Howrah Bridge
È uno dei simboli di Calcutta. Con i suoi 705 metri di lunghezza è il 6° ponte del mondo. Circa 150.000 veicoli lo attraversano quotidianamente. Di gran lunga maggiori i dati riguardanti il traffico pedonale: è stato calcolato che più di 4 milioni di persone compiono ogni giorno il tragitto dalla stazione di Howrah al quartiere del bazar e viceversa. Il ponte fu eretto nel pieno della Seconda guerra mondiale in sostituzione di un altro risalente a fine '800, per consentire un più facile trasferimento delle truppe alleate destinate al fronte con la Birmania, allora occupata dai Giapponesi. Per la sua costruzione, ultimata nel 1943, furono impiegate ben 26.500 tonnellate di acciaio. Nel 1965 il nome fu ufficialmente mutato in Rabindra Setu in onore del poeta Rabindranath Tagore, nativo di Calcutta.
Marble Palace
Palazzo in stile palladiano costruito nel 1835 per il Raja Rajendra Mullick, un ricco mercante appassionato collezionista di opere d'arte, i cui discendenti ne detengono i diritti di proprietà. Costituisce una delle maggiori attrazioni turistiche della città e rappresenta la residenza meglio conservata e più elegante della Calcutta del XIX secolo. Gli interni sono pieni di stucchi, mobili intarsiati e dipinti con cornici dorate. Molti di questi sono opera di artisti famosi come Murillo e Rubens. Di quest'ultimo sono due quadri, l'uno raffigurante le nozze mistiche di Santa Caterina e l'altro il martirio di San Sebastiano. Qui sono conservati inoltre grandi candelieri, orologi, specchi, urne e busti di re e regine. I giardini del palazzo sono adorni di fontane in marmo e grandi uccelliere che ospitano esemplari di pavoni. La residenza comprende anche un giardino roccioso, un lago ed un piccolo zoo.
South Park Street Cemetery
È uno dei primi cimiteri monumentali edificati distanti da una chiesa al mondo e probabilmente il più grande cimitero cristiano al di fuori di Europa ed America. Fu aperto nel 1767 e fu utilizzato fino al 1830, quando poi un nuovo e più vasto cimitero fu aperto ad est di Lower Circular Road. È ora un sito archeologico di grande interesse, protetto dall'Archaeological Survey of India (ASI).
Indian Museum
È uno dei più antichi musei del mondo. La sua istituzione risale infatti al 1814 e fu opera del botanico danese Nathaniel Wallich. Nel 1875 fu trasferito nella sede attuale, un austero palazzo in stile neo-rinascimentale. Comprende varie sezioni dedicate alla zoologia, all'antropologia e alla geologia ma la più interessante è quella archeologica, in particolare la collezione di frammenti architettonici della stupa di Bharhut con bassorilievi raffiguranti le vite anteriori del Buddha Sakyamuni (jataka). Altrettanto interessanti le collezioni di bronzi provenienti soprattutto dal Nepal e dal Tamil Nadu. Risalgono ad un arco di tempo che va dagli inizi della nostra era al XII secolo. Il secondo piano è occupato dalla galleria delle pitture che comprende fra l'altro dipinti utilizzati nel culto tantrico e una serie di miniature provenienti anche dalla Persia.
Tagore House
La casa natale del poeta Rabindranath Tagore (1861-1941), premio Nobel per la letteratura nel 1913, è oggi un museo dedicato alla sua vita ed alle sue opere. È inoltre un centro artistico gestito dalla vicina Rabindra Bharati University.
Saint Paul's Cathedral
Questa cattedrale anglicana fu realizzata tra il 1839 e il 1847 secondo uno stile neogotico. La torre campanaria, danneggiata dal terremoto del 1934, fu ricostruita prendendo a modello il campanile della cattedrale di Canterbury.
Birla Planetarium
È il più grande planetario dell'Asia ed il secondo al mondo. Fu inaugurato nel 1963 dal Primo Ministro dell'India Jawaharlal Nehru.
Birla Industrial and Technological Museum
È il primo museo della scienza in India, che fu aperto al pubblico nel 1954.
Zoo
Presso Belvedere Road. Noto anche come zoo di Alipore, è una delle maggiori attrazioni di Calcutta. Vi si trovava l'unico esemplare di tartaruga gigante "Aldabra", specie oggi estinta. Si dice che questo esemplare avesse compiuto il suo 250º compleanno prima di spirare. Vi si possono vedere anche esemplari di cervi di Manipur dalle corna molto ramificate.
Calcutta Botanical Garden
I giardini botanici di Howrah, il cui nome ufficiale è "Acharya Jagadish Chandra Bose", furono fondati nel 1787 dalla Compagnia britannica delle Indie orientali a scopo commerciale, ed ospitano esemplari di piante rare e migliaia di orchidee per un totale di 12 000 specie, distribuite su un'area di 109 ettari. La maggiore attrazione è costituita dal "Great Banyan", l'albero più grande al mondo, con una circonferenza del fusto di 330 metri, il cui nome scientifico è Ficus bengalensis. Il tronco principale fu abbattuto nel 1925 dopo essere stato colpito da un fulmine qualche anno prima. Rimangono le sue ramificazioni che hanno messo radici e oggi formano un boschetto.
Tomba di Madre Teresa
È in una semplice stanza del refettorio della Casa Madre delle Missionarie della Carità, l'ordine fondato dalla religiosa nata a Skopje nel 1910 e deceduta a Calcutta nel 1997. Il refettorio è stato convertito in cappella, le pareti sono dipinte in giallo paglia e il pavimento è rivestito di linoleum. Nella cappella è conservata una collezione di lettere scritte dalla religiosa e semplici oggetti di uso quotidiano.
Belur Math
Tempio dislocato sulla riva occidentale del fiume Hughli, vicino al molo omonimo dove attraccano le imbarcazioni provenienti dall'altra sponda. È la sede della missione Ramakrishna, il guru che predicava l'unione di tutte le religioni. La missione fu fondata nel 1897 da Swami Vivekananda (1862-1902), il più illustre dei discepoli di Shri Ramakrishna Paramhansa (1836 – 1886). Il tempio è una costruzione singolare che a seconda dell'angolazione dalla quale viene osservato assume ora le forme di chiesa, ora di moschea o ancora di tempio buddista in linea con gli insegnamenti sincretici di Ramakrishna. Nella casa a due piani all'interno del recinto del tempio, Vivekananda morì il 4 luglio 1902. Da allora la stanza è stata conservata così come era.
Birla Mandir
È un tempio hindu, presso Ballygunge, fatto costruire dalla famiglia industriale dei Birla nel 1970 e 26 anni furono necessari per completarne la struttura.
Kalighat Temple
Dakshineswar Kali Temple

## Società

### Evoluzione demografica
Dal censimento del 2011, il distretto di Kolkata che comprende un'area di 185 km2  aveva una popolazione di 4 496 694. La densità abitativa era di 24,306 ab/km2, la quale è indice di una sensibile diminuzione, pari a -1.67% rispetto al decennio precedente, 2001-2011. La crescita demografica della città è stata infatti, negli ultimi anni, piuttosto bassa. L'indice di alfabetizzazione medio della città è pari all'86,31%, che è molto maggiore della media nazionale, del 74%.
L'agglomerato urbano aveva una popolazione di 14 112 536 abitanti nel 2011, comprendendo numerose municipalità, villaggi, aree urbane ed è il terzo in India dopo Mumbai e Delhi.

### Etnie e minoranze straniere
Qui, oltre a cittadini provenienti dagli altri Stati dell'India, vivono anche:
- europei, soprattutto tedeschi
- cinesi
- tibetani
- singalesi

### Sicurezza
Kolkata è una città multiculturale e cosmopolita ed è considerata una città sicura né più né meno di una qualsiasi grande capitale europea.

## Geografia antropica

### Suddivisioni amministrative
L'area metropolitana di Kolkata occupa una zona di 1.886,67 km² (728,45 sq mi) e comprende 3 municipalità (tra cui Calcutta Municipal Corporation), 39 locali municipi e 24 panchayat samitis. L'agglomerato urbano comprende 72 città e 527 villaggi. Le aree suburbane nell'area metropolitana comprendono parti dei seguenti distretti: 24 Pargana Nord, 24 Pargana Sud, Howrah, Hooghly e Nadia.
Kolkata, è sotto la giurisdizione della Calcutta Municipal Corporation (CMC), ha una superficie di 185 km² (71 sq mi). La distanza est-ovest della città è relativamente breve circa 9–10 km (5,6–6,2 mi), l'area si estende dal fiume Hughli a ovest all'Eastern Metropolitan Bypass a est. La distanza nord-sud è maggiore, e il suo asse è usato per sezione della città in Nord, Centrale, e Sud Kolkata.
La porzione nord della città è la più antica ed è caratterizzata da edifici risalenti al XIX secolo, edifici fatiscenti, baraccopoli sovrappopolate, bazar affollati e vicoli stretti. Comprende le seguenti aree: Shyambazar, Hatibagan, Maniktala, Kankurgachi, Rajabazar, Shobhabazar, Shyampukur, Sonagachi, Kumortuli, Bagbazar, Jorasanko, Chitpur, Pathuriaghata, Cossipore, Sinthee, Belgachia, Jorabagan e Dum Dum. Le aree suburbane del nord come Baranagar, Noapara, Dunlop, Dakshineswar, Nagerbazar, Belghoria, Sodepur, Madhyamgram, Kestopur, Birati, Khardah fino a Barrackpur rientrano nell'area metropolitana della città di Kolkata (come struttura metropolitana).
La porzione centrale ospita il distretto centrale degli affari e comprende anche uffici governativi, giuridici ed amministrativi. Comprende B. B. D. Bagh, nota come Dalhousie Square e the Esplanade ad est; Strand Road è ad ovest. Il West Bengal Secretariat, General Post Office, Reserve Bank of India, High Court, Lalbazar Police Headquarters, e diversi altri uffici governativi e privati si trovano lì. Un altro centro degli affari è l'area a sud di Park Street, che comprende strade principali quali Jawaharlal Nehru Road, Camac Street, Wood Street, Loudon Street, Shakespeare Sarani e A. J. C. Bose Road. Il Maidan è il più vasto parco situato nel cuore della città e chiamato "il polmone di Kolkata", il quale ospita eventi sportivi e pubblici, comprende distese di prati, campi da calcio e cricket e l'ippodromo. Il Victoria Memorial e il Kolkata Race Course si trovano a sud del Maidan. Altre importanti aree sono Burrabazar, College Street, Sealdah, Taltala, Janbazar, Bowbazar, Entally, Chandni Chowk, Lalbazar, Chowringhee, Dharmatala, Tiretta Bazar, Bow Barracks, Mullick Bazar, Park Circus e Babughat. Tra gli altri parchi sono Central Park in Bidhannagar and Millennium Park sulla Strand Road, lungo la Hooghly River.
Include Fort William, Strand Road, Khidirpur, Dufferin Road, Hooghly Bank e Chowringhee. Il maestoso Victoria Memorial e l'ippodromo sorgono al suo limite sud. Gli altri enormi parchi della città sono Central Park a Bidhannagar e Millennium Park sulla Strand Road, lungo il fiume Hughli. La zona sud della città, invece, si sviluppò a partire dal 1947 in seguito all'ottenimento dell'indipendenza. Comprende quartieri esclusivi, quali Ballygunge, Alipore, New Alipore, Lansdowne, Bhowanipore, Tollygunge, Jodhpur Park, Lake Gardens, Golf Green, Jadavpur e Kasba. I due distretti annessi a Kolkata sono Bidhannagar, anche conosciuto come Salt Lake City nella zona nord-est della città e più ad est Rajarhat, chiamato anche New Town, che ospita i più recenti grattacieli residenziali. Negli ultimi decenni, il Settore V di Bidhannagar è diventato il fulcro degli affari, soprattutto per quanto riguarda l'informatica e le telecomunicazioni. Fort William, nella zona ovest della città, ospita il Quartier Generale dell'Esercito.
Nel 2011 Kolkata contava 48 ospedali dello Stato, sotto il controllo del Ministero della Salute del Governo del Bengala Occidentale e 366 cliniche private che forniscono alla città 27.687 posti ospedalieri. Per ogni 10.000 abitanti, ci sono 61,7 posti letto, numero superiore alla media nazionale di 9 posti letto ogni 10.000 abitanti. Dieci università mediche ed odontoiatriche sono situate nell'area metropolitana della città. Il Calcutta Medical College, fondato nel 1835 fu il primo in Asia ad insegnare la medicina moderna.

## Infrastrutture e trasporti
A pochi chilometri dal centro è situato l'Aeroporto Internazionale di Calcutta Netaji Subhash Chandra Bose, a cui si arriva con taxi ed altri mezzi pubblici.

## Amministrazione

### Gemellaggi
Calcutta è gemellata con le seguenti città:
- Karachi
- Kunming
- Long Beach
- Napoli, dal 2003
- Odessa

## Sport
Gli sport più popolari della città sono il calcio e il cricket. Calcutta ha diverse squadre di calcio: l'ATK Mohun Bagan Football Club, lo Sporting Club East Bengal, lo United Sports Club ed il Mohammedan Sporting Club. La Calcutta Football League iniziò nel 1898 ed è la coppa più antica di tutta l'Asia. Inoltre, come nel resto dell'India, il cricket è popolare e si gioca sui prati e nei campi di tutta la città. Kolkata ha una squadra vincitrice della Premier League, i Kolkata Knight Riders. Tornei e gare di cricket, calcio, badminton e carrom vengono organizzati regolarmente tra diverse città e squadre. Il Maidan ospita parecchi incontri di calcio e cricket. Il Salt Lake Stadium è il secondo stadio di calcio più grande al mondo, fino al 2010. Eden Gardens è lo stadio di cricket, costruito nel 1864 ed è il terzo stadio più grande al mondo dopo il Melbourne Cricket Ground e lo ANZ Stadium in Australia. Kolkata ha anche tre campi da golf. Il più antico è il Royal Calcutta Golf Club, il primo costruito fuori dal Regno Unito. Gli altri due sono situati al Tollygunge Club e a Fort William. Il Royal Calcutta Turf Club ospita corse ippiche e tornei di polo. Il Calcutta Polo Club è il più antico club di polo esistente del mondo. Il Calcutta South Club è la sede di tornei nazionali ed internazionali di tennis, il quale ospitò la prima torneo nazionale su prato nel 1946. Kolkata è considerata la città del rugby in India e diede il suo nome al più antico torneo, la Calcutta Cup. La Automobile Association of Eastern India, nata nel 1904 ed il Bengal Motor Sports Club promuovono gare automobilistiche e di rally nella città e nel Bengala Occidentale. La Beighton Cup, un evento organizzato dalla Bengal Hockey Association e giocato per la prima volta nel 1895 è il trofeo di hockey su prato dell'India ed è giocato sul Mohun Bagan Ground nel Maidan.